# Premier League 2019 (calcio Bangladesh)
La Premier League bengalese 2019 è stata la diciassettesima edizione del campionato di calcio del Bangladesh, l'ottava come Premier League bengalese. 
L'inizio del campionato era pianificato per il 2018, ma è stato posticipato al 18 gennaio 2019; il torneo si è concluso nell'agosto 2019. 
Il campionato è stato vinto dal Bashundhara Kings, al primo titolo nazionale.

## Stagione

### Novità
Le squadre neo-promosse nel campionato sono il Bashundhara Kings e il NoFel entrambe all'esordio assoluto, che
sostituiscono il Farashganj.

### Formula
- Le 13 squadre si affrontano in un girone di andata e ritorno per un totale di 24 giornate.
- La prima squadra classificata è ammessa alla fase a gironi della Coppa dell'AFC 2020.
- La seconda classificata è ammessa alle qualificazioni della Coppa dell'AFC 2020

## Allenatori e primatisti
Aggiornata al 12 gennaio 2019.
| Squadra            | Allenatore                                        | Giocatore più presente (tra parentesi il numero delle presenze) | Capocannoniere (tra parentesi il numero dei gol segnati) |
| ------------------ | ------------------------------------------------- | --------------------------------------------------------------- | -------------------------------------------------------- |
| Arambagh           | Maruful Haque                                     | Islam Mollah (24)                                               | Paul Emile Biyaga (9)                                    |
| Abahani Limited    | Mário Lemos                                       | 3 giocatori (24)                                                | Sunday Nwadialu (20)                                     |
| Bashundhara Kings  | Óscar Brusón                                      | Marcos Vinicius (24)                                            | Marcos Vinicius (14)                                     |
| Brothers Union     | Syed Nayeemuddin(1ª-13ª) Mohidur Rahman (14ª-)    | Khan Mohamed Tara (24)                                          | Mannaf Rabby (8)                                         |
| Chittagong Abahani | Zulfier Mahmud Mintu                              | Nehal Bah (24)                                                  | Momodou Bah (6)                                          |
| Mohammedan         | Ali Asgar Nasir (1ª-11ª) Sean Lane (12ª-)         | Cyril Oriaku (24)                                               | Souleymane Diabate (8)                                   |
| Sheikh Jamal       | Joseph Afusi (1ª-13ª) Shafiqul Islam Manik (14ª-) | Shakhawat Rony (24)                                             | Solomon King Kanform (9)                                 |
| Muktijoddha Dakha  | Abdul Qaium Sentu                                 | Sean Bateau (24)                                                | Ballo Famoussa (11)                                      |
| NoFel              | Kamal Babu                                        | Ismaël Bangoura (23)                                            | Ismaël Bangoura (11)                                     |
| Rahmatganj         | Syed Golam Jilani                                 | Siyo Zunapio (24)                                               | Siyo Zunapio (13)                                        |
| Saif               | Johnny McKinstry                                  | Arafat Córdoba (24)                                             | Córdoba (11)                                             |
| Sheikh Russel      | Saiful Bari Titu                                  | 4 giocatori (24)                                                | Raphael Onwrebe (22)                                     |
| TEAM BJMC          | Jahidul Islam Milon                               |                                                                 |                                                          |

## Classifica finale
|                       | Pos. | Squadra            | Pt | G  | V  | N  | P  | GF | GS | DR  |
| --------------------- | ---- | ------------------ | -- | -- | -- | -- | -- | -- | -- | --- |
| Bangladesh (bandiera) | 1.   | Bashundhara Kings  | 62 | 24 | 20 | 3  | 1  | 54 | 14 | +40 |
|                       | 2.   | Abahani Ltd. Dacca | 56 | 24 | 19 | 1  | 4  | 60 | 28 | +32 |
|                       | 3.   | Sheikh Russel      | 52 | 24 | 16 | 4  | 4  | 43 | 20 | +23 |
|                       | 4.   | Saif               | 47 | 24 | 14 | 5  | 5  | 40 | 24 | +16 |
|                       | 5.   | Arambagh           | 33 | 24 | 10 | 3  | 11 | 33 | 32 | +1  |
|                       | 6.   | Sheikh Jamal       | 28 | 24 | 7  | 7  | 10 | 31 | 37 | -5  |
|                       | 7.   | Moktijoddha Dhaka  | 26 | 24 | 6  | 8  | 10 | 26 | 38 | -12 |
|                       | 8.   | Chittagong Abahani | 25 | 24 | 5  | 10 | 9  | 22 | 26 | -4  |
|                       | 9.   | Mohammedan         | 25 | 24 | 6  | 7  | 11 | 26 | 38 | -12 |
|                       | 10.  | Rahmatganj         | 22 | 24 | 4  | 10 | 10 | 34 | 53 | -19 |
|                       | 11.  | Brothers Union     | 21 | 24 | 5  | 6  | 13 | 28 | 49 | -21 |
|                       | 13.  | NoFel              | 20 | 24 | 5  | 5  | 14 | 23 | 42 | -1  |
|                       | 13.  | TEAM BJMC          | 11 | 24 | 2  | 5  | 17 | 14 | 36 | -22 |

Legenda:
      Campione del Bangladesh e ammessa alla Coppa dell'AFC 2020
      Ammessa ai play-off della Coppa dell'AFC 2020
      Retrocesso in Seconda Divisione bengalese 2020
Regolamento:
Tre punti a vittoria, uno a pareggio, zero a sconfitta.

## Statistiche

### Squadre

#### Capoliste solitarie
|     | ——                | ——                | ——                | ——                | ——                | ——  | ——                | ——                | ——                | ——                | ——                | ——                | ——                | ——                | ——                | ——                | ——                | ——                | ——                | ——                | ——                | ——                | ——                | —— |  |
| Aba | Bashundhara Kings | Bashundhara Kings | Bashundhara Kings | Bashundhara Kings | Bashundhara Kings | Ab. | Bashundhara Kings | Bashundhara Kings | Bashundhara Kings | Bashundhara Kings | Bashundhara Kings | Bashundhara Kings | Bashundhara Kings | Bashundhara Kings | Bashundhara Kings | Bashundhara Kings | Bashundhara Kings | Bashundhara Kings | Bashundhara Kings | Bashundhara Kings | Bashundhara Kings | Bashundhara Kings | Bashundhara Kings |    |  |
|     |                   |                   |                   |                   |                   |     |                   |                   |                   |                   |                   |                   |                   |                   |                   |                   |                   |                   |                   |                   |                   |                   |                   |    |  |
|     |                   |                   |                   |                   |                   |     |                   |                   |                   |                   |                   |                   |                   |                   |                   |                   |                   |                   |                   |                   |                   |                   |                   |    |  |
| 1ª  | 2ª                | 3ª                | 4ª                | 5ª                | 6ª                | 7ª  | 8ª                | 9ª                | 10ª               | 11ª               | 12ª               | 13ª               | 14ª               | 15ª               | 16ª               | 17ª               | 18ª               | 19ª               | 20ª               | 21ª               | 22ª               | 23ª               | 24ª               |    |  |

#### Primati stagionali
Aggiornati al 15 agosto 2019.

Squadre
- Maggior numero di vittorie: Bashumdhara Kings (20)
- Maggior numero di pareggi: Chittagong e Rahmatganj (10)
- Maggior numero di sconfitte: TEAM BJMC (17)
- Minor numero di vittorie: TEAM BJMC (2)
- Minor numero di pareggi: Abahani Limited (1)
- Minor numero di sconfitte: Bashundhara Kings (1)
- Miglior attacco: Abahani Limited (60 gol fatti)
- Peggior attacco: Team BJMC (14 gol fatti)
- Miglior difesa: Bashundhara Kings (14 gol subìti)
- Peggior difesa: Rahmatganj (53 gol subìti)
- Miglior differenza reti: Bashundhara Kings (+40)
- Peggior differenza reti: Team BJMC (−22)
- Miglior serie positiva: Bashundhara Kings (20, 8ª-26ª)
- Peggior serie negativa: Team BJMC (15, 11ª-26ª).
- Maggior numero di vittorie consecutive: Bashundara Kings (14, 12ª-26ª)

Partite
- Partita con più gol: Arambagh-Rahmmatangh 6-3 (9)

### Individuali

#### Classifica marcatori
| Gol | Rigori |  | Giocatore         | Squadra          |
| --- | ------ |  | ----------------- | ---------------- |
| 22  |        |  | Raphael Onwrebe   | Sheikh Russel    |
| 20  |        |  | Sunday Chizoba    | Abahani Limited  |
| 17  |        |  | Nabib Newaj Jibon | Abahani Limited  |
| 14  |        |  | Marcos Vinicius   | Bashundara Kings |
| 13  |        |  | Siyo Zunapio      | Rahmatganj       |